# Парижанський заказник
Парижанський — ентомологічний заказник місцевого значення. Об'єкт розташований на території що належить до села Паризьке Лозівського району Харківської області.
Площа — 5 га, статус отриманий у 1984 році.
На південній експозиції степового схилу балки живе багато корисних комах — запилювачів сільськогосподарських культур.
Рослинний покрив утворюють лучні та степові види. Ентомофауна представлена дикими поодинокими бджолами, джмелями, осами, метеликами. Створений для охорони комах-запилювачів сільськогосподарських культур: рофітоїдеса сірого, мелітурги булавовусої, бджоли-тесляра фіолетової, джмеля мохового. Зустрічаються ентомофаги (наїзники, туруни, мухи-тахіни, мухи-дзюрчалки, риючі оси) та метелики, що прикрашають природу (махаон, синявці, сатири). Багато з них занесені до Червоної книги України.